# Сучково (Чувашия)
Сучко́во (чув. Сучково) — посёлок в Ядринском муниципальном округе Чувашской Республики России. До преобразования в 2022 году Ядринского района в муниципальный округ посёлок входил в состав Ядринского сельского поселения.

## География
Посёлок находится в северо-западной части Чувашии, в пределах Чувашского плато, в зоне хвойно-широколиственных лесов, при автодороге М7, на расстоянии примерно 13 километров (по прямой) к северо-востоку от города Ядрина, административного центра района. Абсолютная высота — 176 метров над уровнем моря.
Климат
Климат характеризуется как умеренно континентальный, с продолжительной морозной зимой и тёплым летом. Среднегодовая температура воздуха — 2,9 °С. Средняя температура воздуха самого тёплого месяца (июля) — 18,6 °C (абсолютный максимум — 38 °C); самого холодного (января) — −13 °C (абсолютный минимум — −44 °C). Безморозный период длится около 148 дней. Среднегодовое количество атмосферных осадков составляет 513 мм, из которых 357 мм выпадает в период с апреля по октябрь
Часовой пояс
Посёлок Сучково, как и вся Чувашия, находится в часовой зоне МСК (московское время). Смещение применяемого времени относительно UTC составляет +3:00.

## История
Возник в конце 1930-х годов как лесопункт Пошнарского лесничества. Жители занимались рубкой леса.

## Население
| 2010 | 2012 |
| ---- | ---- |
| 5    | →5   |

Гендерный состав
По данным Всероссийской переписи населения 2010 года в гендерной структуре населения мужчины составляли 60 %, женщины — соответственно 40 %.
Национальный состав
Согласно результатам переписи 2002 года, в национальной структуре населения чуваши составляли 100 % из 20 человек